# Museo Arqueológico de Milán

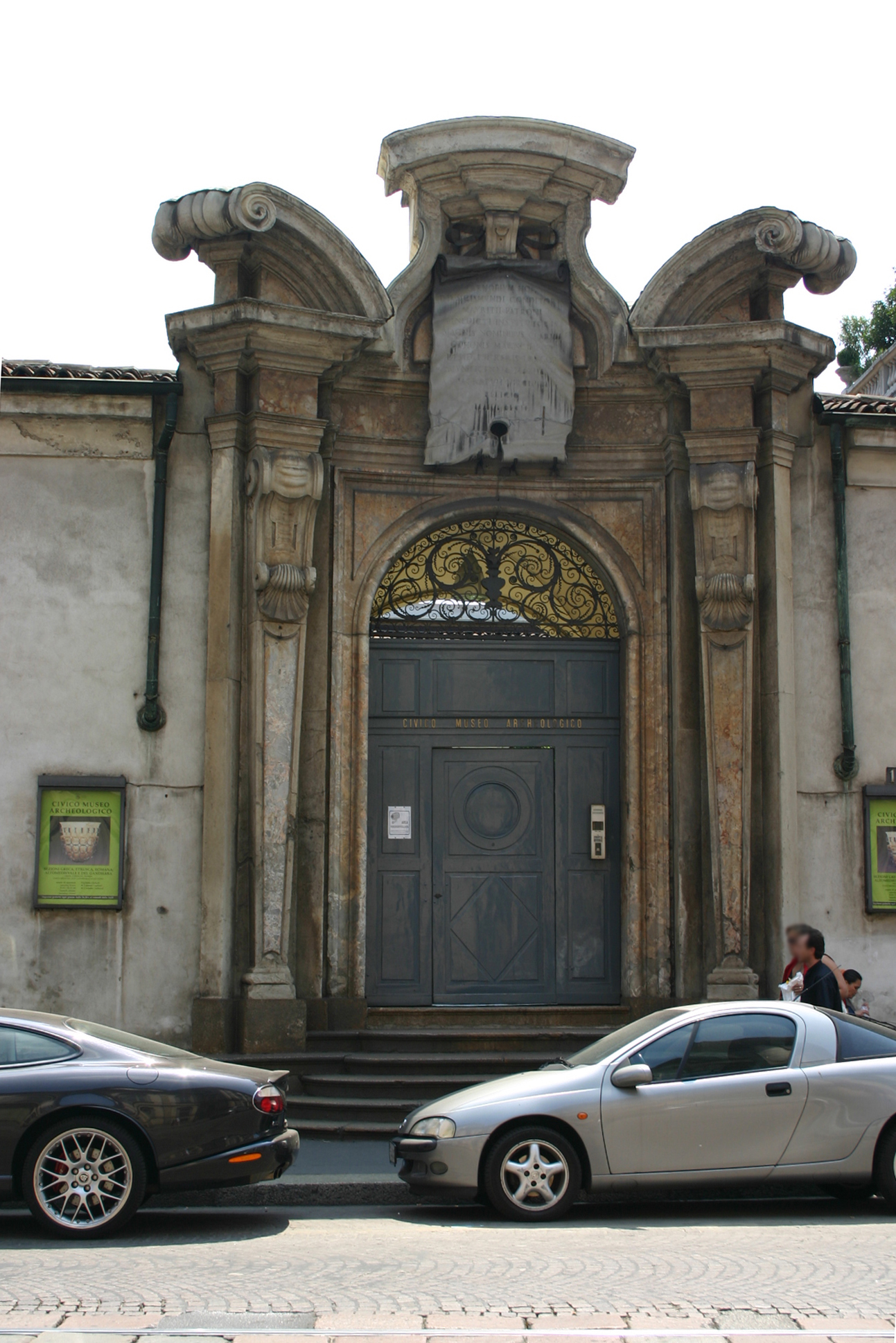
Portón de entrada al Museo Arqueológico de Milán

El Museo Arqueológico de Milán, también conocido como "Museo Cívico Arqueológico de Milán", es un museo de arte antiguo que consta de dos subsedes: una situada en el número 15 de la calle Corso Magenta, en el antiguo Monasterio Mayor de San Mauricio del siglo VIII que alberga las piezas provenientes de la cultura griega, etrusca, romana, medieval y del Arte greco-budista o Arte de Gandhara y otra situada en el número 1 de la "Piazza Castello" en el edificio conocido como "Castello Sforzesco", donde se exponen piezas de arte egipcio, de la prehistoria y epigrafía.

## Historia
El Museo nace como consecuencia de la fusión del Museo Numismático de Brera (fundado en el año 1808) y el Museo Nacional Arqueológico (fundado en el año 1862).